# Auxencio de Milán
Auxencio de Milán o Auxencio de Capadocia (fl. c. 355
– 374), fue un teólogo arriano y obispo de Milán . Debido a su fe arriana, la Iglesia católica considera a Auxencio un intruso y no se le incluye en las listas de obispos de Milán como la grabada en la Catedral de Milán.
Auxencio llegó a ser considerado como el gran opositor del Credo niceno en Occidente. Hilario de Poitiers se opuso fuertemente a sus doctrinas teológicas, siendo su Liber contra Auxentium (lit. Libro contra Auxencio) la principal fuente de información sobre la vida del obispo. 

## Vida
Auxencio nació en la Capadocia y fue ordenado sacerdote en 343 por Gregorio de Capadocia, obispo arriano de Alejandría. Según Atanasio de Alejandría, su opositor, Auxencio era «ignorante incluso del latín, e incompetente en todo excepto en la impiedad». 
La época en la que vivió Auxencio estuvo marcada por la lucha entre los arrianos y quienes apoyaban el Concilio de Nicea. En 355, el emperador romano Constancio II convocó un sínodo en Milán, en el que los obispos Dionisio de Milán, Eusebio de Vercelli y Lucifer de Cagliari, criticaron las tendencias arrianas del Emperador. Esta oposición resultó en el exilio de los tres. Poco tiempo después, los obispos arrianos, con el apoyo del Emperador, nombraron al arriano Auxencio como el nuevo obispo de Milán, en reemplazo de Dionisio. 
En el 359, Auxencio jugó un rol importante en el Concilio de Rímini, en el que se apoyaron las doctrinas semiarrianas que habían sido expuestas en el Segundo Concilio de Sirmio de 351. Tras la muerte de Constancio, el emperador anticristiano Juliano el Apóstata (fallecido en 363) dejó a Auxencio tranquilo en su diócesis.
Durante los gobiernos de los siguientes emperadores cristianos, Joviano y Valentiniano I, ocurrieron muchos intentos por parte de los partidarios de la fe nicena de deponer a Auxencio. En el 364, el obispo fue acusado públicamente en una disputa con Hilario de Poitiers celebrada en Milán por orden de Valentiniano I. No obstante, su acatamiento fue solo superficial y siguió teniendo el suficiente poder como para obligar a Hilario a irse de Milán. Eusebio de Vercelli y Atanasio de Alejandría fracasaron también en su objetivo de lograr la deposición de Auxencio.
En el 372, el papa Dámaso I convocó un sínodo en el que se condenó explícitamente a Auxencio como hereje. Con todo, Auxencio siguió en Milán hasta su muerte en 374, a pesar de que el sacerdote niceno Filastrio (posteriormente obispo de Brescia) trabajó en Milán para apoyar a la población cristiana. Auxencio fue reemplazado por el niceno Ambrosio de Milán.